# Hydnophlebia chrysorhiza
Hydnophlebia chrysorhiza är en svampart som först beskrevs av John Torrey, och fick sitt nu gällande namn av Erast Parmasto 1967. Hydnophlebia chrysorhiza ingår i släktet Hydnophlebia och familjen Meruliaceae.   Inga underarter finns listade i Catalogue of Life.

## Bildgalleri

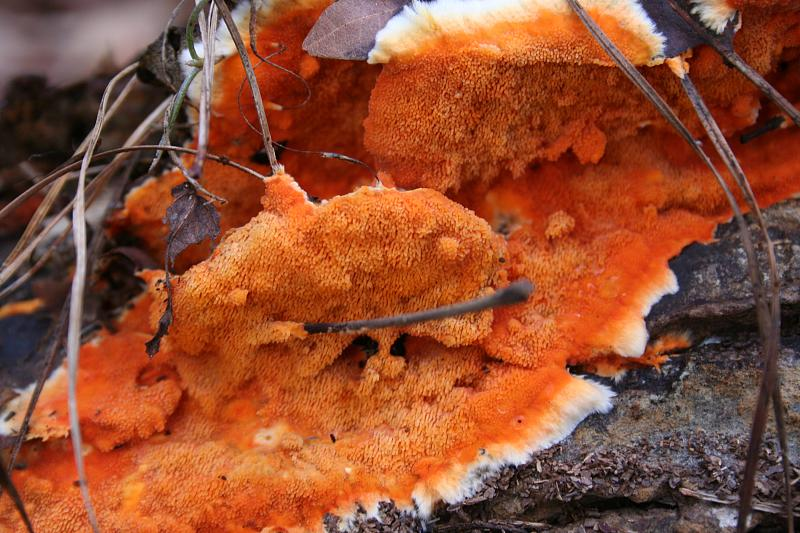